# Bali United Basketball Club
Il  Bali United Basketball Club è una società professionista di basket con sede nella città di Denpasar, capoluogo dell'isola di Bali, in Indonesia; la squadra compete nella Indonesian Basketball League, la massima competizione nazionale.
I colori sociali della squadra sono il Rosso, il Nero ed il Bianco; le partite casalinghe del club vengono giocate presso la GOR Purna Krida, una struttura situata a Denpasar che può ospitare fino a 6.000 spettatori.

## Storia
Nel 2020 la società calcistica, con sede nella città di Denpasar, del Bali United Football Club, decise di creare una propria squadra di pallacanestro; in questo modo nacque il  Bali United Basketball Club che dalla stagione 2021 prende parte alla Indonesian Basketball League.
Nella sua stagione di esordio nella IBL, il Bali si classificò al quarto posto nella propria divisione, con un record di 9 vittorie e 7 sconfitte, mancando per una sola posizione in classifica l'accesso ai play-off. La prima partecipazione alla fase finale del campionato arrivò nella stagione 2023,la squadra dopo aver concluso al settimo posto la stagione regolare, con un record di 15-15; però nella fase finale il Bali United venne sconfitto ai quarti di finale dal Satria Muda Pertamina, che si impose in entrambe le sfide giocate.

## Organico

### Roster 2023-2024
Il roster per la stagione 2023-2024 
|    | Naz.                   | Ruolo | Sportivo                  | Anno | Alt. | Peso |  |
| -- | ---------------------- | ----- | ------------------------- | ---- | ---- | ---- |  |
| 1  | Stati Uniti (bandiera) | G     | Xavier Cannefax           | 1989 | 191  | 84   |  |
| 5  | Indonesia (bandiera)   | G     | Lutfi Alfian Eka Koswara  | 1994 | 184  | 82   |  |
| 6  | Indonesia (bandiera)   | PG    | Abraham Wenas             | 1996 | 174  | 70   |  |
| 7  | Indonesia (bandiera)   | PG    | Gede Elgi Wimbardi        | 2004 | 178  | 66   |  |
| 8  | Indonesia (bandiera)   | AP    | Rico Aditya Putra         | 1994 | 196  | 85   |  |
| 10 | Indonesia (bandiera)   | PG    | Irvine Kurniawan          | 1999 | 173  | 72   |  |
| 12 | Stati Uniti (bandiera) | C     | Kierell Green             | 1997 | 203  | 98   |  |
| 13 | Indonesia (bandiera)   | AG    | Ponsianus Nyoman Indrawan | 1985 | 195  | 100  |  |
| 18 | Indonesia (bandiera)   | AP    | Gede Paramesvara          | 2003 | 194  | 83   |  |
| 24 | Indonesia (bandiera)   | C     | Putu Satria Pande         | 2001 | 196  | 91   |  |
| 27 | Indonesia (bandiera)   | G     | Bima Riski Ardiansyah     | 1981 | 182  | 88   |  |
| 28 | Indonesia (bandiera)   | AG    | Rivaldo Tomatalo          | 2000 | 194  | 80   |  |
| 44 | Stati Uniti (bandiera) | AP    | Ryan Taylor Batte         | 1999 | 198  | 100  |  |
| 52 | Indonesia (bandiera)   | AP    | Surliyadin Surliyadin     | 1990 | 188  | 80   |  |
| 66 | Indonesia (bandiera)   | C     | Galank Gunawan            | 1988 | 198  | 95   |  |

### Staff tecnico
| Ruolo           | Nome                 |
| --------------- | -------------------- |
| Capo Allenatore | Anthony Garbelotto   |
| Assistente      | I Gusti Rusta Wijaya |
| Assistente      | I Gusti Ngurah Teguh |
| Assistente      | Asep Nugroho         |

## Giocatori Importanti
- Daniel Wenas[9]
- Dior Lowhorn[10]
- Julius Bowie[11]
- Tri Hartanto[12]

## Allenatori
- Alex Stefanovsky (2021-2022)
- Anthony Garbelotto (2023-in carica)